# ひよどり (駆潜艇)
ひよどり（ローマ字：JDS Hiyodori, PC-320、ASY-92）は、海上自衛隊の駆潜艇。みずとり型駆潜艇の8番艇。艇名はヒヨドリに由来する。よしきり型掃海船「ひよどり」に次いで日本の艦艇としては2代目。

## 艦歴
「ひよどり」は、昭和39年度計画甲型駆潜艇3020号艇として、1965年2月26日に佐世保重工業で起工され、1965年9月25日に進水、1966年2月28日に就役し、舞鶴地方隊第4駆潜隊に編入された。
1986年3月19日、舞鶴地方隊直轄艇となる。
1987年5月21日、特務艇に種別変更され船籍番号がASY-92となり、横須賀地方隊横須賀警備隊に編入。退役した「はやぶさ」に代わり迎賓艇任務につくため、前年10月27日から横浜ヨットで改装工事が行われ翌4月27日に完工した。改装によって兵装及びソナー・電波探知装置などの戦闘用装備は撤去され、かわって艦橋後部から艇尾にかけてプロムナードデッキが張られ、休憩室と会食室が新設された。
1999年7月6日、除籍。就役期間中の総航走距離は26万2,500浬、地球約14周に相当する。